# 송가

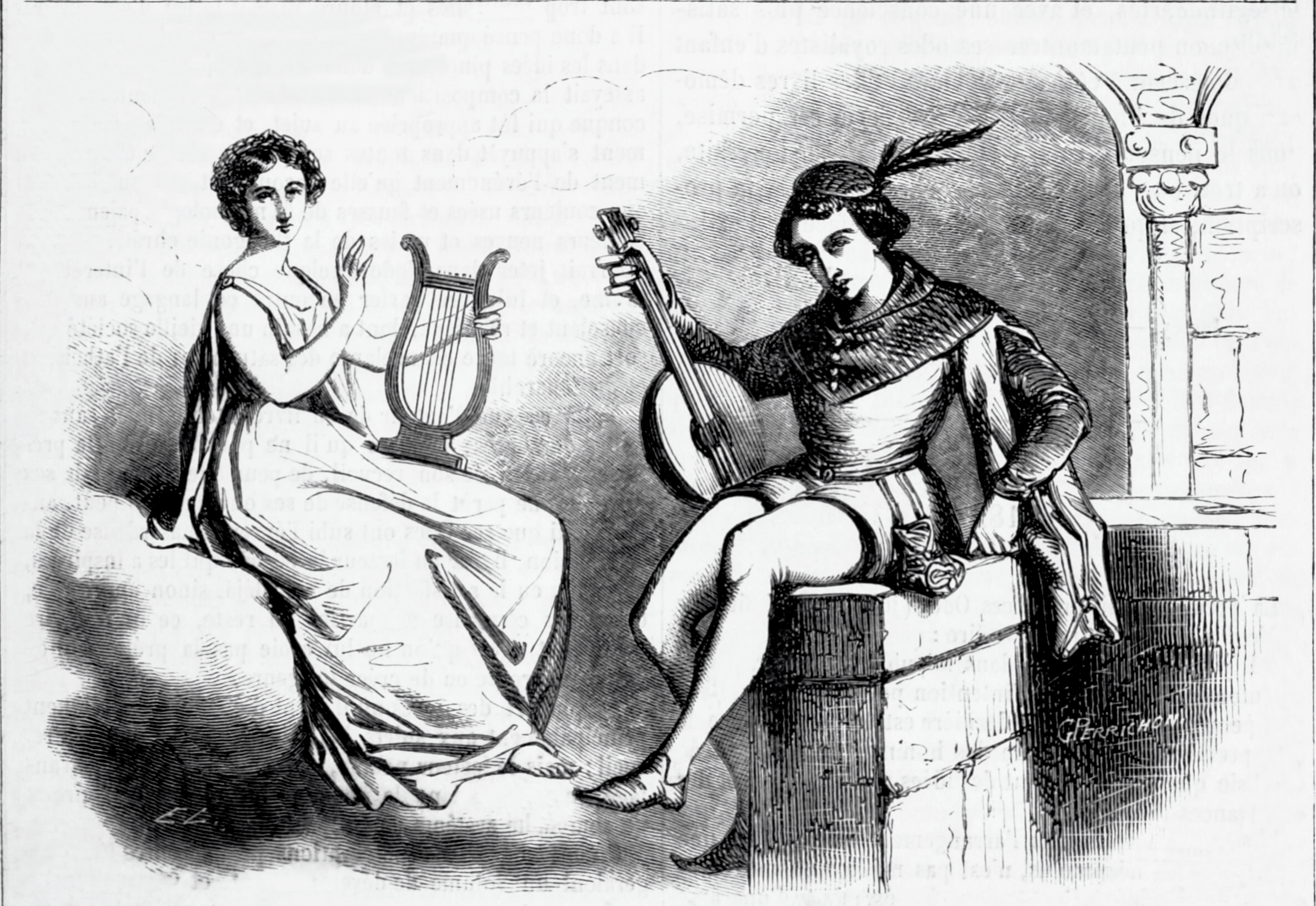

송가(오드, ode, 고대 그리스어: ὠδή, 또는 송시)는 장려(壯麗)하고 공이 많이 든 서정시 (운률)의 형식. 고전적인 송가는, 스트로피, 안티스트로피, 에포드의 3개의 부분으로 구성된다. 또, 호모스트로픽 오드(homostrophic ode)나 불규칙한 송가 (irregular ode)라는 다른 형식도 존재한다.

## 그리스의 송가
그리스의 멜로스 (melos), 즉 '가곡'은 시인이 직접 소리를 내는 부분과 악단과 숙련된 가수들이 부르는 합창곡으로 나누어져 있었다. 모두 일찍부터 송가로 불렸지만, 전자는 아르카이오스, 아나크레온, 사포에 의해서 서정시에 가까워졌다.
한편, 후자 (합창곡)는 그 중에 시인이 자신의 입장을 서술하고 있었지만, 반드시 합창대가 뒷받침하여, 엄밀한 의미의 송가가 되기에 이르렀다. 이 때에 스트로피의 배치를 가져온 것은 알크맨이라고 여겨지며 스트로피는 송가에 빠뜨릴 수 없는 것이 되었다. 이 방법은 스테시코로스, 이비코스, 시모니데스를 거쳐 고대의 송가의 2대 시인, 핀다로스와 바킬리데이스에게 전해졌다.
핀다로스의 서정시에서의 형식과 운율의 배치는 영웅적 송가 (heroic ode)의 전형을 규정했다. 그것들은 의식해 꽤 공이 많이 든 운율이 만들어져 각각의 송가는 개개의 노래의 연구의 결과이며, 형식이 완전한 일관성을 유지하고 있는 것은 아닌 것으로 현재는 알려져 있다. 그러나, 에이브라함 카울리나 니콜라 부알로  보아로-데프레오 등 과거의 비평가들은 송가의 불규칙한 변화 속에 있는 완전한 무법상태에서 송가는 근대의 시보다 중세의 트루바두르들의 칸소나 시르벤테스와 비슷하다고 생각했다. 라틴어의 송가 자체는 그 복잡한 하모니의 비밀을 잃은 것처럼 보여 작자들도 핀다로스나 바킬리데이스의 송가를 진심으로 모방하려고는 하지 않았다.
그리스의 송가가 서서히 그 악보의 기호를 잃었을 수도 있다. 피리로 반주되고 있던 것이, 그 중 완전히 반주 없이 송가는 낭독되었다. 로마의 시인들에 의해서 만들어졌을 때, 송가는 레스보스 섬의 서정 시인들의 개인적인 서정 시형으로 회귀했다. 무엇보다 완벽한 방법이자, 그것을 예증한 것은 호라티우스와 카툴루스였다. 호라티우스는 아르카이오스나 아나운서 크레용을 모방·번역해, 카툴루스는 사포에게서 직접 영감을 받았다.

## 영국의 송가
영국 (영어)의 송가의 최초의 표본으로 여겨진 것은, 여러 가지 주제로 사색형의 서정시를 쓰는 표현 형식을 사용하고 있던 호라티우스였다. 그 엄격한 형식을 따르며 영어로 쓰인 최초의 송가는, 에드만드 스펜서의 <축혼노래 (Epithalamium)>와 <결혼시 (Prothalamium)>이다.
17세기의 중요한 영국 독자적인 송가는 에이브라함 카울리와 앤드류 마벌의 것이다. <Horatian Ode upon Cromwell's Return from Ireland (크롬웰이 아일랜드에서 귀환한 것에 부치는 호라티우스 풍송가)> 중에서, 마벌은, 호라티우스를 표본으로 한 정규의 형식 (2개의 4보격행의 뒤에 2개의 세보격행을 둔다)을 사용했다. 한편, 카울리는, 단장격의 시였지만, 행의 길이와 압운 구성의 불규칙한 패턴을 가진 <핀다로스풍 송가 (Pindarick ode)>를 썼다. 카울리의 <핀다로스풍 송가>의 법칙 (불규칙한 송가)은 핀다로스의 운율의 사용법의 오해에 근거한 것이었지만, 넓리 모방되어 존 드라이든의 성공을 낳았다. 그러나 18세기가 되고, 핀다로스의 운율보다 올바른 이해에 의해, 이 불규칙한 송가는 쇠약해졌다. <The Progress of Poesy (시의 진보)>와 <The Bard (음유시인)>는 토마스 그레이가 지은 '본격적인' 핀다로스풍 송가이다.
1800년 무렵, 윌리엄 워즈워스가 그의 대표작 중 하나인 <영혼 불멸의 노래>로 카울리의 불규칙한 송가를 부활시켰다. 새뮤얼 테일러 콜리지도 불규칙한 송가를 썼다. 한편, 존 키츠와 퍼시 비시 셸리는 정규의 시절(詩節)의 패턴을 가지는 송가를 썼다. 14행의 테르트 리머의 시절로 쓰여진 셸리의 <서풍의 송가>는 이 형식의 대표적인 것이지만, 19세기에 쓰인 송가이며 아마 가장 훌륭한 것은 키츠가 쓴 것일 것이다. 키츠 이후, 영국의 송가는 비교적 적었다. 예외로서 로렌스 비니욘 ( en:Laurence Binyon)의 시 <For the Fallen>의 제4연으로, 이는 별명 <The ode to the fallen> 혹은 <The Ode>로 불린다.

## 스페인과 남미의 송가
스페인어권에서는, 칠레의 시인이며 노벨 문학상 수상자인 파블로 네루다가 송가를 부활시켰다. 네루다는 개념, 생명이 없는 물체, 과실, 야채, 그리고 생물의 모든 종류를 위해서 송가를 만들었다. 네루다는 그때까지 시의 대상된 적이 없는, 보통의 것에 초점을 맞추었다. 네루다의 송가의 상당 수는 <흔한 것에 대한 송가 (Odas elementales)> (1954년), <새 흔한 것에 대한 송가 (Nuevas Odas Elementales)> (1956년), <Navegaciones y regresos (항해와 귀향)> (1959년)에 수록되었다. 네루다의 송가는 널리 온 세상으로 번역되어 학생이나 젊은 시인들 사이의 송가의 인기에 공헌하고 있다. 네루다의 송가의 대상에는, 토마토, 고양이 (<Oda al Gato> ( en:Oda al Gato)), 와인 등이 있다.

## 음악 속 송가
악곡으로서의 송가도, 시의 송가와 같이 유명하다. 16세기에는 활발히 호라티우스의 송가에 곡이 붙여졌다. 유명한 것으로는 루트비히 젠플, 크로드 구디멜 등의 곡이 있다. 드라이덴의 송가 <성 세실리아의 날을 위한 송가 (Ode on St. Cecilia's Day)>에는 헨델이 곡을 붙여 프리드리히 폰 실러의 송가 <환희의 노래>는 베토벤의 교향곡 9번에 사용되었다. 고위의 사람을 위한 송가에도 자주 곡이 붙여졌다. 예를 들어, 헨델의 <안 여왕의 생일을 위한 송가 (Ode for the Birthday of Queen Anne)> (en:Ode for the Birthday of Queen Anne)나, 바이런의 송가에 아르노르트 쇤베르크가 곡을 붙인 <나폴레옹 보나파르트에 대한 송가 (Ode to Napoleon Bonaparte)> 등이다.

## 팝·뮤직
- Ode to Don Jose - Art of Noise의 <innocence? nonsense!> 수록. 1987년
- Ode to Chin - 스위치풋의 <The Legend of Chin> 수록. 1997년
- Ode to Star L23 - We Are Scientists의 <Safety, Fun, and Learning> 수록. 2002년.
- Ode to Billie Joe - Bobbie Gentry의 <Ode to Bobbie Gentry - The Capitol Years> 수록. 2000년.
- Ode to my Family - 크랜베리스의 <No Need to Argue> 수록. 1994년.
- Ode To Summe - Lostprophets의 <The Fake Sound of Progress> 수록.
- Ode to Serotonin - Nightmare of You의 <Nightmare of You> 수록. 2005년.
- Ode to My Car - Scott Chiesa
- Ode to the Mets - The Strokes의 <The New Abnormal> 수록. 2020년.
- An Ode to No-one - 스매싱 펌킨스의 <《Mellon Collie and the Infinite Sadness> 수록. 1995년.
- Ode to the Sun - Dredg의 <Catch Without Arms> 수록. 2005년.
- An Ode to Maybe - 서드 아이 블라인드의 <Blue> 수록. 1999년.
- Ode to Ochrasy - 만도 디아오의 앨범
- Ode to Divorce - 레지나 스펙터의 <Soviet Kitsch> 수록. 2005년.
- Ode to a Grasshopper - 짐 모리슨. (Hollywood Bowl에서의 도어스의 콘서트에서 <The End> 안에 즉흥으로 포함된 가사) 1968년.
- Ode of a Bike (Overload)
- Ode To Silence - 키스체이시의 <Fire In The Breeze> 수록. 2004년.
- Ode 2 Oren Ishii -RZA. 영화 <킬 빌> 삽입곡. (오렌 이시이는 등장 인물의 이름)
- Ode To A Superhero - 알 얀코빅 (빌리 조엘의 <Piano Man>의 패러디)
- Milk (Ode to Billy) - Anthrax의 <Attack of the Killer Bees!>에 수록. 1997년.
- Ode to Clarissa - Nick Oliveri